# Joseph Meyer
Joseph Meyer (Gotha, 1796 – Hildburghausen, 1856) è stato un editore tedesco.
Nel 1826 fondò l'Istituto bibliografico di Gotha, che divenne presto casa editrice di notevoli opere storiografiche, scientifiche e puramente letterarie.
Tra il 1840 e il 1852 pubblicò il Meyers Konversations-Lexikon, la più grande enciclopedia tedesca del XIX secolo insieme all'Enciclopedia Brockhaus.